# Owstonia
Owstonia és un gènere de peixos pertanyent a la família dels cepòlids.

## Taxonomia
- Owstonia dorypterus (Fowler, 1934)[2]
- Owstonia grammodon (Fowler, 1934)[2]
- Owstonia maccullochi (Whitley, 1934)[3]
- Owstonia macrophthalmus (Fourmanoir, 1985)
- Owstonia nigromarginatus (Fourmanoir, 1985)
- Owstonia pectinifer (Myers, 1939)
- Owstonia sarmiento (Liao, Reyes & Shao, 2009)[4]
- Owstonia simoterus (Smith, 1968)[5]
- Owstonia tosaensis (Kamohara, 1934)[6]
- Owstonia totomiensis (Tanaka, 1908)[7]
- Owstonia weberi (Gilchrist, 1922)[8][9][10][11][12][13][14]